# Priltoren

schema van een priltoren

Een priltoren is een procestechnische installatie voor het produceren van prils, dit zijn korreltjes die gevormd worden door het stollen van druppels gesmolten materiaal die in de toren vallen.
De gesmolten stof komt bovenaan in een druppelverdeler, dit is een ronddraaiend, geperforeerd wiel of "emmer", waaruit druppels van de stof vallen. In de toren worden ze afgekoeld door contact met koele opstijgende lucht of een ander gas. De valduur van de druppels is zodanig dat ze gestold zijn wanneer ze de bodem van de toren bereiken; vandaar kunnen de korrels of prils uit de toren verwijderd worden met een transportband of iets dergelijks.
De prils die uit de toren komen, gaan doorgaans nog naar een drooginstallatie omdat ze nog niet volledig gestold zijn; de buitenkant is wel vast maar de kern van de korrels kan nog vloeibaar zijn. De nadroging kan ook in de priltoren zelf gebeuren.
Bij het prillen moet erop gelet worden dat de prils niet aaneenkoeken. De aanwezigheid van water (zowel in de smelt als in de koellucht) wordt daarom zo veel mogelijk vermeden; er kunnen ook additieven aan de smelt worden toegevoegd die het aaneenkoeken tegengaan.
Priltorens worden onder meer ingezet voor de productie van kunstmestkorrels uit ureum. Dergelijke priltorens hebben een hoogte van 50 m of meer.